# Wola Zarczycka
Wola Zarczycka (bis 2011 Wola Żarczycka) ist eine Ortschaft mit einem Schulzenamt der Gemeinde Nowa Sarzyna im Powiat Leżajski der Woiwodschaft Karpatenvorland in Polen.

## Geographie
Der Ort liegt am Fluss Trzebośnica.

## Geschichte
Das Dorf wurde im Jahre 1578 vom König Stefan Batory wieder auf Deutschem Recht wieder gegründet. Es gab dort eine römisch-katholische Pfarrei. Der Gründer und der erste Vogt war Piotr Zarczycki.
Bei der Ersten Teilung Polens kam Wola Zarczycka 1772 zum neuen Königreich Galizien und Lodomerien des habsburgischen Kaiserreichs (ab 1804).
Im Jahre 1900 hatte das Dorf Wola Zarczycka 654 Häuser mit 3510 Einwohnern, davon alle polnischsprachig, 3413 römisch-katholische und 97 Juden.
1918, nach dem Ende des Ersten Weltkriegs und dem Zusammenbruch der k.u.k. Monarchie, kam Wola Zarczycka zu Polen.
Im Jahre 1921 hatte das Dorf Wola Zarczycka 754 Häuser mit 3398 Einwohnern, davon 3349 Polen, 1 Ruthen, 4 Deutschen, 44 Juden (Nationalität), 3296 römisch-katholische, 1 griechisch-katholische, 101 Juden (Religion).
Im Zweiten Weltkrieg gehörte es zum Generalgouvernement. Im Jahre 1943 töteten die Deutschen 76 Einwohner und später andere 12 Menschen aus dem Dorf.
Von 1975 bis 1998 gehörte Wola Zarczycka zur Woiwodschaft Rzeszów.

### Königsberg
Im Jahre 1786 im Zuge der Josephinischen Kolonisation wurden südwestlich des Zentrums des Dorfes deutsche Kolonisten reformierter Konfession aus den Rheinlanden (11 Familien, 38 Menschen) angesiedelt. Die Kolonie wurde Königsberg genannt und hatte im Jahre 1812 156 Einwohner. Kurz nach der Gründung wurde kraft des Toleranzpatents eine helvetische Pfarrgemeinde gegründet, die der Evangelischen Superintendentur H. B. Galizien gehörte. Diese Pfarrgemeinde umfasste außer Königsberg auch die Orte Gillersdorf und Baranówka (Hirschbach). Im Jahre 1817 wurde das evangelische Bethaus erbaut. Im Jahre 1875 gab es in Königsberg 217 Protestanten.
Im Jahre 1900 hatte das Dorf Königsberg 41 Häuser mit 200 Einwohnern, davon 188 deutschsprachige, 12 polnischsprachige, 12 römisch-katholische, 22 Juden und 166 anderen Glaubens (überwiegend evangelisch).
Im Jahre 1921 hatte das Dorf Königsberg 35 Häuser mit 166 Einwohnern, davon 166 Polen, 69 katholische, 68 evangelische, 29 Juden.
Königsberg ist heute keine unabhängige Gemeinde, sondern ein Weiler Zastawna Góra von Wola Zarczycka.

## Sehenswürdigkeiten
- Römisch-katholische Kirche (erbaut 1908);

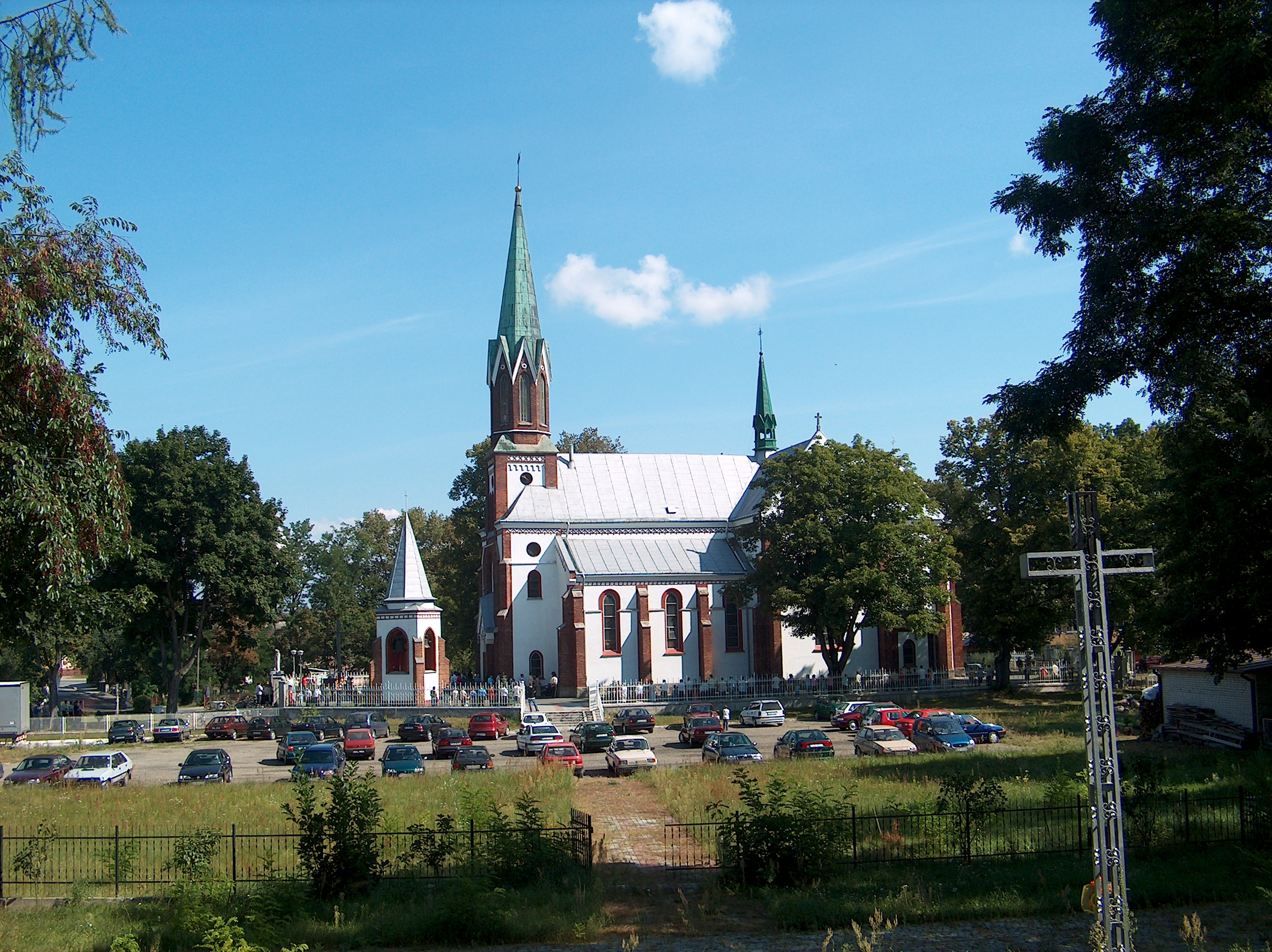
Katholische Kirche